# Hastigerella psammae
Hastigerella psammae är en kräftdjursart som först beskrevs av Noodt 1955.  Hastigerella psammae ingår i släktet Hastigerella och familjen Ectinosomatidae. Inga underarter finns listade i Catalogue of Life.